# モーニング国際新人漫画賞
モーニング国際新人漫画賞（モーニングこくさいしんじんまんがしょう）は、漫画作品を対象とする日本の賞。英文名称はMorning International Comic Competition（M.I.C.C.）. 第3回まではMorning International MANGA Competition（M.I.M.C.）と称した。講談社が主催している。

## 概要
年1回、世界中から漫画作品の応募を募る。大賞に3,000USドル、副賞に1,000USドルがそれぞれ贈られる。
大賞受賞作は、講談社の週刊漫画誌『モーニング』、増刊『モーニング・ツー』、公式サイトのいずれかに掲載される。大賞受賞者には講談社の編集者が担当として就き、漫画制作に協力するとしている。選考委員長は第1回から第3回まで島田英二郎が、第4回から田渕浩司が担当している。
応募者の国籍は問わない。応募要項は日本語、英語、韓国語、中国語（簡体字、繁体字）、イタリア語、フランス語で提供されている。商業誌には未発表の50ページ以下の作品であることが条件である。作画に利用する画材などの指定はなく、紙以外のメディアでも受け付けているが、その場合は紙に印刷した原稿も提出しなければならない。応募した作品の原稿は返却されない。
2007年に創立され、第1回受賞作品が選ばれてから年1回の開催を経て現在に至る。

## 受賞作

### 第1回
- 大賞　Bikkuri、Rem（作画）、『Kage no Matsuri（影の祭）』[2]
- 副賞　LIOU MING LAW、『Nigiri Supahero（ニギリ スーパ ヒーロー）』[3]
- 副賞　HWEI LIM、『Vefurrin（物語を紡ぐ者）』[4]

大賞受賞者の国籍はアメリカ、副賞受賞者の国籍はLAWがイギリス、LIMがマレーシアであった。

### 第2回
- 大賞　余孟霖（Meng-Lin Yu）、『FAIRY TALE』[5]
- 副賞　Kinono、『Joe's Teeth』[6]
- 副賞　KATHRYN CHONG、『Puppet Eyes』[7]

大賞受賞者の国籍は台湾、副賞受賞者の国籍はKinonoが台湾、CHONGがマレーシアであった。

### 第3回
- 大賞　黄俊璋、『Poor Knight』[8]
- 副賞　林、『死神』[9]

大賞、副賞受賞者の国籍はともに台湾であった。

### 第4回
- 大賞　金大珍（Kim Daejin）、『響かないこだま』[10]
- 副賞　Michael Aubtin Madadi、『STARFIELDS』[11]
- 副賞　小雷−little thunder−、『APPLE BABY CAT』[12]

大賞受賞者の国籍は韓国、副賞受賞者の国籍はMadadiがイギリス、小雷が香港であった。

### 第5回
- 大賞　雅紳、『人魔共生』[13]
- 副賞　Manguinha、『Over the Rainbow』[14]

大賞受賞者の国籍は台湾、副賞受賞者の国籍はブラジルであった。